# Teresa Broseta
Teresa Broseta Fandos (Valencia, 1963) es una filóloga y escritora española. 
Licenciada en Ciencias de la Educación por la Universidad de Valencia.
Es autora de libros para niños y para adultos en castellano y valenciano. Ha ganado numerosos galardones, como el Premio Vicent Silvestre (Les costures del món), el Premio Barcanova (Operación Tarrubi), el Premio Luna de Aire (Zumo de lluvia), Diario Sur de novela corta (El soplo de la vida), Carmesina (La botiga del Carme), Vila de les Alqueries (La bruixa refredada) en 2007, Xaro Vidal de teatro infantil (No tingues por) también ha escrito el libro de l'estiu dels pirates.
Zumo de lluvia es un libro de romances sobre la vida cotidiana de los niños, con sus anécdotas y sus bromas y cambios de humor. La revista Cuadernos de literatura infantil y juvenil ha escrito que es "una mirada tierna y divertida sobre la vida cotidiana de ese niño que podría ser cualquiera de nosotros. Una poesía cercana a la experiencia vital de los lectores" (número 195). Las ilustraciones son de Joaquín Reyes.

## Obra
- La botiga del Carme (Ed. de Bullent, 2001)
- Operació tarrubi (Ed. Barcanova, 2002)
- L’estiu dels pirates (Ed. Bromera, 2003)
- ¡Hermanos hasta en la sopa! (Ed. SM 2003, colección Barco de Vapor, sèrie taronja)
- Berenars amb Cleopatra (Edicions del Bullent, 2004)
- L’illa a la deriva (Ed. Bromera 2004)
- Les costures del món (Ed. Bromera 2005)
- El soplo de la vida (Ed. Arguval, 2005)
- Zumo de lluvia (CEPLI, 2006).
- Un mag d’estar per casa (Ed. Baula, 2006).
- El gall despistat (Fundació Bromera, 2006).
- Digueu-me Anna! (Ed. Planeta-Oxford, 2007).
- La bruixa refredada (Ed. Brosquil, 2008)
- No puges a l’andana (Ed. Bromera, 2008)
- Ayrin de les Alcusses (Ed. Brosquil, 2008)
- Una caja llena de dientes (Ed. Dylar, 2008).
- Jocs i esports valencians (Fundació Bromera, 2008).
- L’amagatall perfecte (publicó la revista CLIJ, n.º 157).
- L’amic de la teulada (publicó la revista Cavall Fort n.º 1052).
- Una capsa plena de dents, Ed. Dylar, 2008
- Els peus al cap, Ed. Baula, 2008
- Sólo ocho semanas, Ed. Algar, 2009
- El núvol enamorat i altres contes en vers, Ed. Bromera, 2010
- L'escarabat de Khalili, Tàndem Ed. 2010[2]
- On s'amaga la son?, Edicions del Bullent